# Karpowership
Karpowership (krajše za Karadeniz Powership) je turško podjetje iz Istanbula, ki se ukvarja z upravljanjem elektrarniških ladij oziroma plavajočih elektrarn. Te ponuja v srednjeročni najem porabnikom – tujim elektroenergetskim operaterjem s primernimi pristaniškimi zmogljivostmi, katerim dopolnjuje obstoječe vire električne energije. Deluje pod okriljem družinskega energetskega podjetja Karadeniz Holding.
Floto sestavljajo v glavnem nekdanje ladje za razsuti tovor, ki jih v ladjedelnicah za Karpowership predelajo z vgradnjo samozadostne elektrarne. Generatorji lahko delujejo na kurilno olje ali naravni plin, kar jim daje fleksibilnost, pri čemer ima ladja nekaj kapacitete rezervoarjev za premoščanje manjših nihanj v dobavi goriva. Poleg tega je na ladjah vsa druga potrebna oprema za sinhronizacijo z električnim omrežjem uporabnika.
Flota je v začetku leta 2024 štela 36 plavajočih elektrarn s skupno močjo približno 6000 MW. Delujejo v različnih državah v razvoju in kriznih območjih, predvsem Afriki, Aziji in Južni Ameriki, kjer državna elektroenergetska omrežja ne zmorejo zagotavljati stabilne oskrbe. Tako je prva ladja MV Karadeniz Powership Doğan Bey med 2010 in 2015 zagotavljala 126 MW moči za električno omrežje južnega Iraka, še vedno prizadeto zaradi ameriškega bombardiranja med zalivsko vojno in kasnejših kriz, leta 2015 pa je podjetje razširilo svojo dejavnost tudi v Afriko in sklenilo pogodbo za dobavo električne energije v Gani, ki je imela takrat  velike težave z nestabilnostjo državnega električnega omrežja. Širitev je sovpadala s preusmeritvijo turške zunanjepolitične strategije proti Afriki in od takrat je Karpowership poslal svoje ladje še v druge afriške države, kot so Zambija, Sierra Leone, Mozambik idr.
Podjetje je občasno deležno kritik zaradi sumov korupcije v odnosu do strank, v širšem smislu pa, ker s ponujanjem hitrih rešitev zmanjšuje motivacijo in preusmerja sredstva za investicije v trajnejšo oskrbo ter s tem vzdržuje odvisnost držav v razvoju od razvitejšega sveta.